# 24개의 전주곡과 푸가 (쇼스타코비치)
드미트리 쇼스타코비치의 《24개의 전주곡과 푸가 작품번호 87》은 장조와 단조 각각에 하나씩 피아노 독주를 위한 24개의 음악 작품 모음이다. 이 연작은 쇼스타코비치가 모스크바에 있는 동안 1950년과 1951년에 작곡되었으며 1952년 12월 레닌그라드에서 타티야나 니콜라예바가 초연했다. 같은 해에 출판되었다.
각 곡은 전주곡과 푸가의 두 부분으로 구성되어 있으며 속도, 길이 및 복잡성이 다양하다.(예: F ♯ 장조의 푸가 13번은 5개 성부인 반면 E 장조의 푸가 9번은 2개 성부로 구성됨)
이 작품은 5도의 원을 중심으로 상대적인 장조/단조 쌍으로 진행된다. 첫 번째 C 장조와 A 단조(전주곡과 푸가 1번과 2번), 그 다음은 하나의 샵(G 장조, E 단조), 2개의 샵(D 장조, B 단조), 등등, D 단조(1 플랫)로 끝난다. 쇼팽의 24개의 전주곡 Op. 28, 쇼스타코비치 자신의 초기 24개의 전주곡, Op. 34개과 같은 방식으로 구성되어 있다.
바흐의 평균율 클라비어곡집은 주로 작품의 작곡 역사를 기반으로 볼 때, 쇼스타코비치의 작품에 직접적인 영감을 준 것으로 널리 알려져 있다.